# Hakea scoparia
Hakea scoparia (лат.) — кустарник или дерево, вид рода Хакея (Hakea) семейства Протейные (Proteaceae). Эндемик юго-запада Западной Австралии. Грозди кремово-розовых цветков появляются в пазухах листьев с июня по сентябрь.

## Ботаническое описание
Hakea scoparia — округлый многоствольный кустарник с гладкой корой, восходящими ветвями, высотой 1–3,5 м. Соцветие состоит из 50-70 розовато-кремовых цветков, которые появляются группами в пазухах листьев. Цветоножки гладкие, околоцветник кремового цвета, стареющий до розового или оранжево-розового цвета, а пестик 13-15 мм в длину. Ветви плотно покрыты короткими мягкими спутанными волосками или короткими мягкими шелковистыми волосками во время цветения. Изредка ветви могут быть гладкие. Листья более или менее игольчатые, 12–27 см в длину и 1,5–2 мм в диаметре. Листья имеют 5 продольных жилок вдоль своей длины. Плоды имеют длину приблизительно 2 см и ширину 1 см, заканчиваясь коротким выступающим клювом, растут группами по 1-8 фруктов.

## Таксономия
Вид Hakea scoparia был описан швейцарским ботаником Карлом Мейсснером в 1845 году и это описание было опубликовано в Plantae Preissianae. Описание было основано на растительном материале, собранном в окрестностях реки Суон Джеймсом Друммондом. Видовой эпитет — от латинского слова scopa, означающего «метла», относящегося к листве растения.

## Распространение и местообитание
H. scoparia широко распространённый вид, в основном в округе Уитбелт Западной Австралии, на юге от Нортгемптона до Дамбльюнга и простирающийся на востоке до платформы Йилгарн. Растёт в пустошах и кустарниковых зарослях на жёлтом песке над латеритом, гравии, песчано-глинистых и суглинистых почвах. Морозостойкий декоративный вид, предпочитает солнечные места.

## Охранный статус
Вид Hakea scoparia классифицируется как «не угрожаемый» Департаментом парков и дикой природы правительства Западной Австралии.